# Saison ABA 1975-1976
La saison 1975-1976 de l'ABA est la neuvième et dernière saison de l’American Basketball Association. La saison se déroule du 24 octobre 1975 au 13 mai 1976. Les playoffs ont conduit en finale les New York Nets opposés aux Denver Nuggets. Les Nets sont sacrés champions pour la deuxième fois de leur histoire.
Le chronomètre passe de 30 à 24 secondes pour tenter de rivaliser avec la NBA. Au début de cette saison 1975-1976, les Memphis Sounds sont relocalisés à Baltimore (Maryland) et deviennent les Baltimore Claws. Les Claws disparaissent au cours de la présaison après avoir disputé trois matchs amicaux. Les San Diego Conquistadors sont remplacés pour cette saison par les San Diego Sails. Au cours de la saison, les San Diego et les Utah Stars disparaissent. Les Virginia Squires disparaissent à l'issue de la saison.
Lors du ABA All-Star Game ABA 1976, les Denver Nuggets battent les ABA All Stars 144-138 à Denver. Le premier Slam Dunk Contest y fut organisé, remporté par Julius Erving.
À l'issue de cette saison et avec la fusion entre l'ABA et la NBA, les Denver Nuggets, les Indiana Pacers, les New York Nets et les San Antonio Spurs rejoignent la NBA, tandis que les Kentucky Colonels et les Spirits of St. Louis acceptent des transactions pour mettre un terme à leur activité.

## Saison régulière

### Classement
| Champion de division | Qualifié pour les playoffs |

 W = victoires, L = défaites, PCT = pourcentage de victoires, GB = retard (en nombre de matchs)
| Équipe               | W  | L  | PCT    | GB   |
| -------------------- | -- | -- | ------ | ---- |
| Denver Nuggets       | 60 | 24 | 71,4 % | -    |
| New York Nets        | 55 | 29 | 65,5 % | 5    |
| San Antonio Spurs    | 50 | 34 | 59,5 % | 10   |
| Kentucky Colonels    | 46 | 38 | 54,8 % | 14   |
| Indiana Pacers       | 39 | 45 | 46,4 % | 21   |
| Spirits of St. Louis | 35 | 49 | 41,7 % | 25   |
| San Diego Sails      | 15 | 68 | 27,3 % | 44,5 |
| Utah Stars           | 3  | 8  | 25,0 % | -    |
| Virginia Squires     | 4  | 12 | 18,1 % | -    |

### Meilleurs joueurs
| Catégorie                  | Joueur        | Équipe            | Statistique |
| -------------------------- | ------------- | ----------------- | ----------- |
| Points par match           | Julius Erving | New York Nets     | 29,3        |
| Rebonds par match          | Artis Gilmore | Kentucky Colonels | 15,5        |
| Passes décisives par match | Don Buse      | Indiana Pacers    | 8,2         |
| Interceptions par match    | Don Buse      | Indiana Pacers    | 4,1         |
| Contres par match          | Billy Paultz  | San Antonio Spurs | 3,0         |
| % aux tirs                 | Bobby Jones   | Denver Nuggets    | 56,8 %      |
| % aux lancers francs       | Mack Calvin   | Virginia Squires  | 88,8 %      |
| % à 3-points               | Brian Taylor  | New York Nets     | 42,1 %      |

### Joueurs récompensés
- Rookie de l'année : David Thompson (Denver Nuggets)
- MVP de l'année : Julius Erving (New York Nets)
- Entraîneur de l'année : Larry Brown (Denver Nuggets)
- MVP des playoffs : Julius Erving (New York Nets)
- All-ABA First Team:
  - Ralph Simpson, Denver Nuggets
  - Julius Erving, New York Nets
  - Artis Gilmore, Kentucky Colonels
  - Billy Knight, Indiana Pacers
  - James Silas, San Antonio Spurs
- All-ABA Second Team:
  - Bobby Jones, Denver Nuggets
  - George Gervin, San Antonio Spurs
  - Dan Issel, Denver Nuggets
  - David Thompson, Denver Nuggets
  - Don Buse, Indiana Pacers
- All-Defensive Team:
  - Bobby Jones, Denver Nuggets
  - Julius Erving, New York Nets
  - Artis Gilmore, Kentucky Colonels
  - Don Buse, Indiana Pacers
  - Brian Taylor, New York Nets
- All-Rookie Team:
  - M.L. Carr, Spirits of St. Louis
  - Mark Olberding, San Diego / San Antonio
  - Kim Hughes, New York Nets
  - David Thompson, Denver Nuggets
  - Ticky Burden, Virginia Squires

## Playoffs

### Règlement
Le cinquième affronte le quatrième lors d'un premier tour disputé au meilleur des trois matchs. Le vainqueur intègre les demi-finales avec les trois premiers de la saison régulière. Les demi-finales et la finale se jouent au meilleur des sept matchs.

### Arbre de qualification
|  | Division demi-finales | Division demi-finales | Division demi-finales | Division demi-finales |   |                | Division finales | Division finales | Division finales | Division finales |  |  | Finale ABA | Finale ABA | Finale ABA | Finale ABA |
|  |                       |                       |                       |                       |   |                |                  |                  |                  |                  |  |  |            |            |            |            |
|  |                       |                       |                       |                       |   |                |                  |                  |                  |                  |  |  |            |            |            |            |
|  |                       |                       |                       |                       |   |                |                  |                  |                  |                  |  |  |            |            |            |            |
|  | 4                     | Kentucky Colonels     | 2                     | 2                     |   |                |                  |                  |                  |                  |  |  |            |            |            |            |
|  | 4                     | Kentucky Colonels     | 2                     | 2                     |   |                |                  |                  |                  |                  |  |  |            |            |            |            |
|  | 5                     | Indiana Pacers        | 1                     | 1                     |   |                |                  |                  |                  |                  |  |  |            |            |            |            |
|  | 5                     | Indiana Pacers        | 1                     | 1                     | 1 | Denver Nuggets | 4                | 4                |                  |                  |  |  |            |            |            |            |
|  |                       |                       |                       |                       | 1 | Denver Nuggets | 4                | 4                |                  |                  |  |  |            |            |            |            |
|  |                       |                       | 4                     | Kentucky Colonels     | 3 | 3              |                  |                  |                  |                  |  |  |            |            |            |            |
|  |                       |                       |                       |                       | 3 | 3              |                  |                  |                  |                  |  |  |            |            |            |            |
|  |                       |                       |                       |                       |   |                |                  |                  |                  |                  |  |  |            |            |            |            |
|  |                       |                       |                       |                       |   |                |                  |                  |                  |                  |  |  |            |            |            |            |
|  | 1                     | Denver Nuggets        | 2                     | 2                     |   |                |                  |                  |                  |                  |  |  |            |            |            |            |
|  | 1                     | Denver Nuggets        | 2                     | 2                     |   |                |                  |                  |                  |                  |  |  |            |            |            |            |
|  |                       |                       | 2                     | New York Nets         | 4 | 4              |                  |                  |                  |                  |  |  |            |            |            |            |
|  |                       |                       |                       |                       | 4 | 4              |                  |                  |                  |                  |  |  |            |            |            |            |
|  |                       |                       |                       |                       |   |                |                  |                  |                  |                  |  |  |            |            |            |            |
|  |                       |                       |                       |                       |   |                |                  |                  |                  |                  |  |  |            |            |            |            |
|  | 2                     | New York Nets         | 4                     | 4                     |   |                |                  |                  |                  |                  |  |  |            |            |            |            |
|  | 2                     | New York Nets         | 4                     | 4                     |   |                |                  |                  |                  |                  |  |  |            |            |            |            |
|  |                       |                       | 3                     | San Antonio Spurs     | 3 | 3              |                  |                  |                  |                  |  |  |            |            |            |            |
|  |                       |                       |                       |                       | 3 | 3              |                  |                  |                  |                  |  |  |            |            |            |            |
|  |                       |                       |                       |                       |   |                |                  |                  |                  |                  |  |  |            |            |            |            |
|  |                       |                       |                       |                       |   |                |                  |                  |                  |                  |  |  |            |            |            |            |
|  |                       |                       |                       |                       |   |                |                  |                  |                  |                  |  |  |            |            |            |            |
|  |                       |                       |                       |                       |   |                |                  |                  |                  |                  |  |  |            |            |            |            |

Les Nets remportent le deuxième titre de leur histoire et Julius Erving est élu MVP des séries.